# Papa Paolo V
Paolo V, in latino Paulus PP. V, nato Camillo Borghese (Roma, 17 settembre 1552 – Roma, 28 gennaio 1621), è stato il 233º papa della Chiesa cattolica e 141º sovrano dello Stato Pontificio dal 1605 alla sua morte.

## Biografia
Nacque a Roma, primo di sette figli, dalla nobile famiglia Borghese originaria di Siena (faceva parte delle circa 350 famiglie dell'oligarchia che dominava la Repubblica di Siena), che si era da poco tempo trasferita nell'Urbe. Il padre era l'avvocato concistoriale Marcantonio, patrizio senese; la madre era la nobile romana Flaminia Astalli: ROMANUS appare in molte delle sue iscrizioni. Marcantonio aveva trasferito la famiglia a Roma legando le sue fortune a quelle della Curia pontificia. Preparò i due figli maggiori, Camillo ed Orazio, ad intraprendere carriere di alto livello destinando loro tutte le proprie risorse.
Camillo Borghese studiò all'università di Perugia e in quella di Padova. Dopo essersi laureato in utroque iure (probabilmente a Perugia), svolse dapprima l'attività di avvocato (seguendo le orme del padre), finché non scelse la carriera ecclesiastica. Il suo primo incarico fu quello di referendario della Segnatura di giustizia. Ordinato sacerdote nel 1577, Camillo salì uno dopo l'altro i diversi gradi della gerarchia della Curia romana, fino ad essere nominato, da Sisto V, vicelegato a Bologna (ottobre 1588). Il successore Clemente VIII lo fece nunzio particolare presso il re di Spagna Filippo II (1595) e poi lo creò cardinale (22 maggio 1596).
Durante il cardinalato, il Borghese rivestì diverse cariche, tra cui quelle più importanti furono quella di segretario (massima carica) dell'Inquisizione romana (1602) e di cardinale vicario, cioè rappresentante del papa come vescovo di Roma (1603). Non ebbe mai legami con alcuna parte politica o internazionale, dedicandosi molto allo studio del diritto.
Camillo Borghese partecipò ai due conclavi che si tennero nel 1605.

### Cronologia incarichi
- 1569: è dottore in legge;

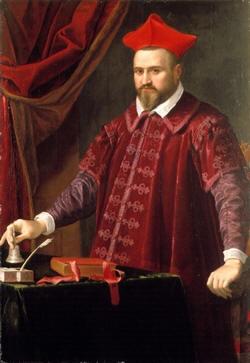
Il cardinale Camillo Borghese

- 20 settembre 1572: è referendario della Segnatura di giustizia;
- 1573: è abbreviatore di parco maggiore;
- marzo 1576: è vicario dell'arciprete di Santa Maria Maggiore;
- 3 settembre 1581: è datario del tribunale della Penitenzieria Apostolica;
- 20 settembre 1588 – 1591: è vicelegato a Bologna;
- 1590: è uditore di Sacra Rota;
- 1595: è nunzio particolare presso il re di Spagna;
- 5 giugno 1596: è creato cardinale presbitero;
- 21 giugno 1596 – 10 marzo 1599: assume il titolo cardinalizio di Sant'Eusebio;
- 14 aprile 1597 – 2 agosto 1599: è vescovo di Jesi;
- 10 marzo 1599 – 22 aprile 1602: cardinale dei Santi Giovanni e Paolo;
- 22 aprile 1602 – 16 maggio 1605: è cardinale di San Crisogono;
- Giugno 1603 – 16 maggio 1605: è capo dell'Inquisizione romana;
- 16 maggio 1605: è eletto romano pontefice.

### Il conclave del maggio 1605
Paolo V fu eletto il 16 maggio 1605 nel Palazzo Vaticano. Fu consacrato dal cardinale protodiacono Francesco Sforza il 29 maggio.
Fu il secondo conclave che si tenne quell'anno, dopo il breve pontificato di Leone XI, durato solo 26 giorni. Si aprì l'8 maggio e vi presero parte 61 cardinali. Il partito filo-francese, rappresentato in conclave da Cesare Baronio, cercò di far eleggere Domenico Toschi, ma egli non raggiunse la maggioranza qualificata per soli tre voti. La Spagna, per la prima volta, fece uso del potere di veto contro i candidati a lei non graditi. Successivamente si creò una maggioranza di cardinali disposti a votare lo stesso Baronio, ma egli fece sapere di non volersi gravare di una responsabilità così pesante.

Un compromesso fu trovato sulla figura di Camillo Borghese, considerato equidistante e di cui tutti i padri conciliari lodavano le capacità.

## Il pontificato
- Sovrintendente generale: Scipione Caffarelli-Borghese (1605-1621)
- Vice-Cancelliere: Alessandro Damasceni Peretti (1589-1623)
- Camera Apostolica:
  - Camerlengo: Pietro Aldobrandini (1599-1621)
  - Tesorieri: Luigi Capponi (1605-1608); Giacomo Serra (1608-1615); Costanzo Patrizi (1615–1624)
- Congregazioni
  - Inquisizione: Pompeo Arrigoni (1605-1616); Giovanni Garzia Millini (1616-1629)
  - Indice: ...; Roberto Bellarmino (1620-1621);
  - Concilio: Francesco di Santa Maria (1606-1616); Orazio Lancellotti (1616-1620)
  - Vescovi: Benedetto Giustiniani (1598-1621)
- Tribunali della Curia
  - Penitenziere Maggiore: Cinzio Passeri Aldobrandini (1605-1610); Scipione Caffarelli-Borghese (1610-1633)
  - Prefetto della Segnatura Apostolica: Paolo Emilio Sfondrati (1591-1610); Maffeo Barberini (1610-1623)
  - Decani della Rota Romana: Francisco Peña (1604-1612); Giovanni Battista Coccini (1612-1641)
- Vicario per la diocesi di Roma: Girolamo Pamphili (1605-1610); Giovanni Garzia Millini (1610-1621)

### Relazioni con le istituzioni della Chiesa

#### Concessioni pontificie
Istituzioni
Con un breve del 23 aprile 1618 il pontefice approvò l'Ordine delle Visitandine.

Approvò le costituzioni degli Agostiniani scalzi una prima volta, in forma generica, nel 1610 e poi, in forma specifica, nel 1620.

Approvò gli statuti dei Mercedari scalzi il 6 agosto 1607.

Concesse agli Obregonisti, fondati dallo spagnolo Bernardino di Obregon (1540-1599), di portare gli abiti grigi (1609).

Approvò le costituzioni della congregazione fondata da San Filippo Neri nel 1612.

Riconobbe la congregazione della Corona d'Aragona dell'Ordine cistercense, fondata il 19 aprile 1616.

Approvò la fondazione delle Orsoline claustrali, che nel 1612 adottarono i voti solenni e la regola di sant'Agostino.

Il 18 febbraio 1606 consentì a un certo numero di frati Gesuati l'accesso al sacerdozio.

Nel 1615 il pontefice concesse ai Gesuiti il permesso di tradurre la Bibbia in cinese e, per i preti locali, di celebrare la Messa e recitare il breviario nella loro lingua (l'autorizzazione fu revocata dalla congregazione di Propaganda Fide sotto i pontificati di Alessandro VII e Innocenzo XI).
Confraternite mariane
- Con il breve Cum certas unicuique (14 febbraio 1607) il pontefice concesse numerose indulgenze alle Confraternite di Santa Maria erette presso le chiese dei Servi[6];
- Con la costituzione Nuper archiconfraternitati  (11 marzo 1607) il pontefice intese definire in modo netto le modalità di costituzione e di funzionamento delle confraternite ecclesiastiche[7]

Ordini religiosi cavallereschi
- Con la bolla Romanus Pontifex (16 febbraio 1608) il pontefice riconobbe il nuovo Ordine della Beata Vergine del Monte Carmelo; il 31 ottobre dello stesso anno stabilì la fusione con l'ordine di San Lazzaro, dando così vita all'Ordine di San Lazzaro e di Nostra Signora del Monte Carmelo[8].
- Nel 1614 riconobbe l'Ordine della Maddalena, fondato dal francese Giovanni Chesnel, Signore della Chaponrie;
- Nel 1615 istituì l'Ordine dei Cavalieri di Gesù Maria[9]

### Iniziative per una riforma della Chiesa
Paolo V fece rispettare il decreto del Concilio di Trento che prevedeva l'obbligo di residenza per i prelati di alto grado; indusse quindi i vescovi che soggiornavano a Roma a ritornare presso le proprie diocesi (19 ottobre 1605).
Nel 1610 conferì il pallio al patriarca della Chiesa maronita Giovanni XI.
Nel 1611 elevò ad abbazia il convento di Montevergine (Avellino) e approvò la regola del monastero francese di Saint-Étienne. Nel 1619 approvò la fondazione del monastero di San Tommaso in Cile.
Nello stesso anno pubblicò la costituzione Universi agri dominici, con la quale estese la sfera d'azione della Sacra Rota a tutte le cause matrimoniali ed ai processi di beatificazione e canonizzazione.
Paolo V creò cardinali i quali, per la prima volta, dovettero mantenersi con una rendita annuale inferiore ai 6.000 scudi ed abbassò l'appannaggio mensile (detto piatto cardinalizio) a 1500 scudi.

### Riforme liturgiche

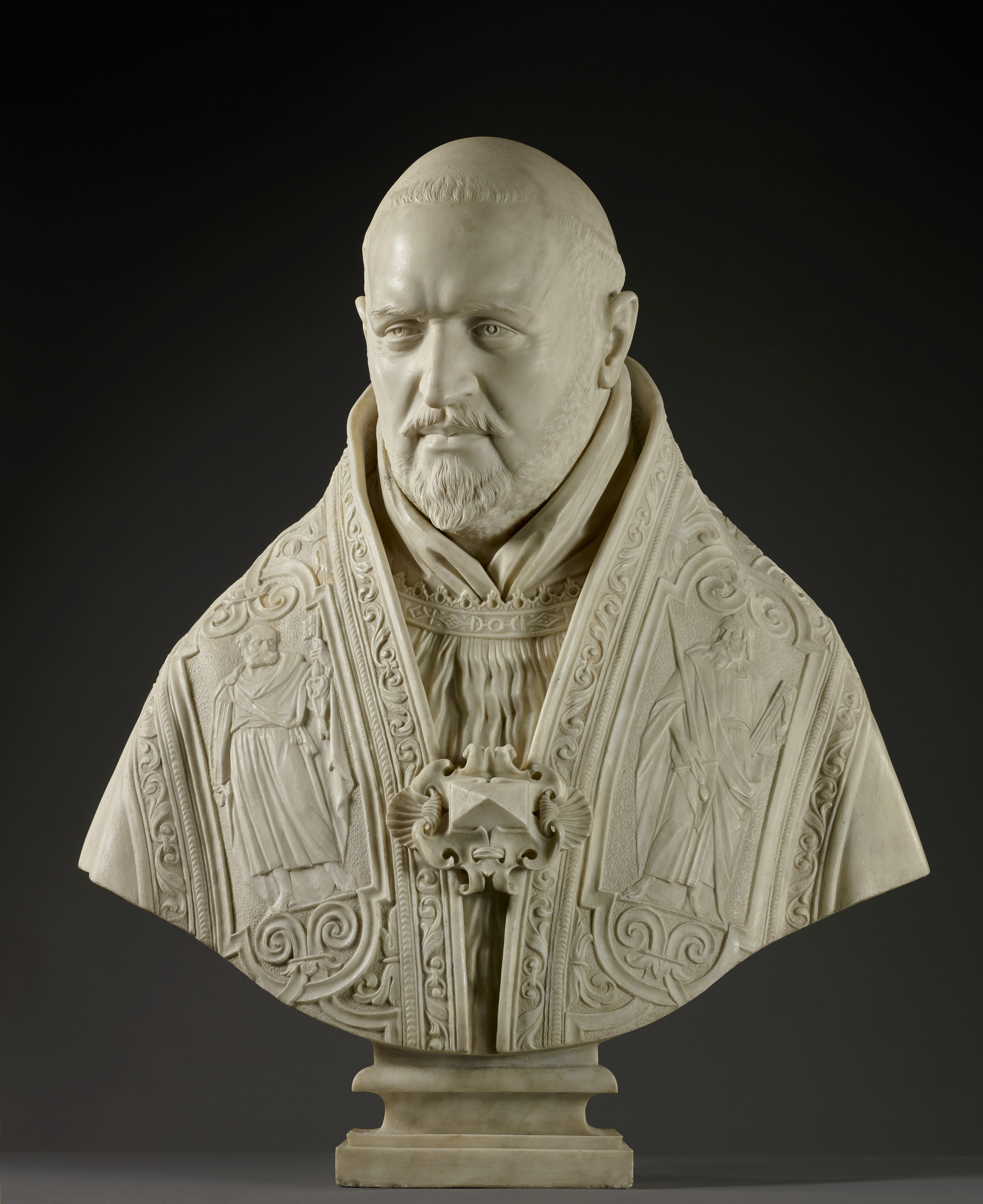
Busto di Papa Paolo V, opera del Bernini

- Il 27 settembre 1608 ripristinò la festa degli angeli custodi, soppressa da Pio V; nel 1614 assegnò specifiche indulgenze ai membri delle compagnie dell'Angelo Custode aggregate all'Arciconfraternita di Roma e che si rendessero protagonisti di particolari atti di carità;
- Nel 1603 il pontefice stabilì che nei sabati e nei giorni di festa dedicati alla Madonna si cantassero le litanie lauretane in musica a due cori[12]
- Il 17 giugno 1614, con la costituzione Apostolicae sedis, il pontefice promulgò il Rituale romano[13], il libro liturgico che contiene le preghiere e le istruzioni necessarie al sacerdote per amministrare sacramenti e sacramentali, funerali, processioni e altre funzioni;
- Il 27 giugno 1615 il pontefice autorizzò i missionari Gesuiti in Cina ad utilizzare il cinese classico per la liturgia; la disposizione però non venne attuata.

### Lotta contro le eresie
Con la bolla In coena Domini (del 1606 e del 1619) il pontefice indicò 20 nuove cause di comportamenti eretici che potevano essere sanzionati con la scomunica. In sostanza, Paolo V estese la giurisdizione dell'Inquisizione sugli scismatici

### Decisioni in materia teologica
Sotto il suo pontificato, il 28 agosto 1607 la Congregatio de Auxiliis, nominata dal predecessore Clemente VIII, si espresse definitivamente sulla controversia tra Gesuiti e Domenicani spagnoli innescata dal saggio Concordia liberi arbitrii  del gesuita Luis de Molina. La congregazione decise di assolvere il Molina e di consentire sia ai Gesuiti sia ai Domenicani di mantenere le proprie convinzioni sul libero arbitrio. Tale decisione non mancherà, a sua volta, di suscitare polemiche.
Giungevano buone notizie, invece, dalla Francia dove il 7 luglio 1615 l'assemblea del clero dichiarò di accogliere le decisioni del concilio di Trento e ordinò ai concili provinciali di includerle nei loro decreti. Nel 1616 il pontefice stipulò un Concordato con la Francia col quale confermava che le nomine dei Vescovi e degli abati venissero fatte dai governi, riservando al Papa la sola investitura canonica.
Il pontefice pose fine alle polemiche tra Francescani e Domenicani di Spagna sulla Vergine Maria, proibendo a questi ultimi di diffondere in pubblico l'opinione che Maria fosse stata concepita con il peccato originale, come qualsiasi altra donna (31 agosto 1617).

### Decisioni in materie di etica e morale
Paolo V decise nel 1611 di apportare alcune misure al fine di migliorare le condizioni delle carceri site nello Stato della Chiesa.

### Relazioni con i monarchi europei
La sua profonda cultura giuridica e la sua visione poco transigente comportarono subito l'insorgere di contrasti con alcuni principati italiani. Difatti Paolo V censurò i duchi di Parma e di Savoia, obbligò inoltre la Repubblica di Genova e quella di Lucca ad abrogare dei provvedimenti per nulla eterodossi, ma solamente per il fatto che non dichiaravano la suprema autorità pontificia.

#### Il contenzioso con Venezia
Agli inizi del Seicento sorsero tensioni tra la Santa Sede e la Repubblica di Venezia. La Serenissima era determinata a difendere la sovranità temporale e intendeva estendere la propria autonomia anche all'ambito ecclesiastico, che invece la Santa Sede considerava una propria prerogativa esclusiva. Di contro Papa Paolo V "era asceso al trono spirituale con il saldo proposito di non rinunciare ad alcuna delle singole rivendicazioni avanzate dai suoi ambiziosi predecessori; anzi, ove possibile, di incrementare con nuove pretese il potere della propria Cattedra".
La tensione si acuì nel 1605, quando il conte Marcantonio Brandolini, abate titolare di Nervesa, comparve come imputato a Venezia in un processo tenuto dal Consiglio dei Dieci. La Santa Sede protestò vivamente in quanto il processo sarebbe dovuto passare alle autorità ecclesiastiche; dall'altra parte, il governo veneto non intese rinunciare all'esercizio della giustizia entro i propri confini. L'attrito trovò modo di esplicitarsi quando Venezia condannò il Brandolini. Nello stesso periodo fu condannato da un tribunale della Serenissima anche un canonico, Scipione Saraceni, per reati comuni.
Il Papa, tramite il nunzio Orazio Mattei, chiese che i due fossero estradati a Roma, in quanto religiosi, per essere sottoposti al tribunale ecclesiastico, inoltre chiese l'abrogazione di due leggi con le quali il Senato veneto aveva vietato l'erezione di luoghi di culto senza esplicita autorizzazione del potere civile e aveva subordinato al proprio consenso l'alienazione di beni immobili alla Chiesa (lo fece per non rischiare di vedere la formazione di una massa troppo imponente di beni religiosi all'interno dei suoi territori). Venezia, attraverso l'ambasciatore a Roma Agostino Nani, oppose un diniego affermando che i veneziani non erano tenuti a rendere conto delle loro operazioni se non a Dio, che il Senato Veneziano era l'unico superiore al Doge nelle cose temporali, quindi la minaccia di scomunica con cui il pontefice aveva superato le rimostranze di molti altri Stati europei non avrebbe avuto effetto con Venezia.
A dicembre Paolo V inviò a Venezia due brevi apostolici che dichiaravano nulli quei due provvedimenti e pretese la loro abrogazione, sperando di sortire un effetto intimidatorio in quella parte del Senato veneziano, i cosiddetti "giovani", che gli erano ostili. La posizione veneziana venne difesa da un abile teologo, Paolo Sarpi, religioso servita. Nominato il 28 gennaio 1606 come consultore in iure, ossia teologo e canonista della Repubblica, egli estese la questione ai principi generali, definendo sfere separate per potere secolare e potere ecclesiastico.

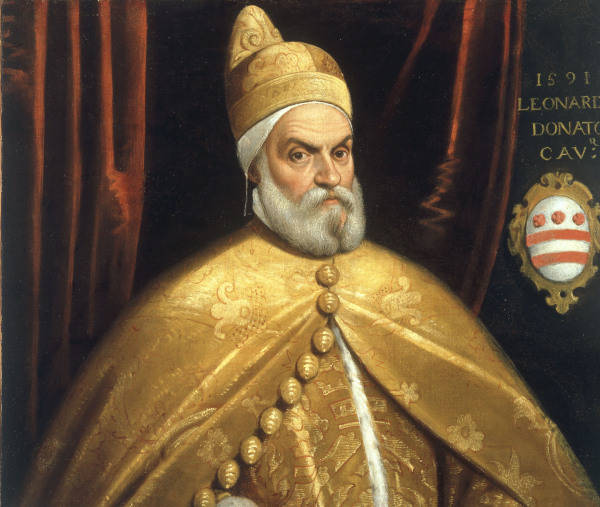
Il doge Leonardo Donà

Dopo l'elezione del nuovo doge Leonardo Donà, schierato con i "giovani", Papa Paolo V inviò un altro breve in cui esigeva la revoca di un'altra legge, quella che aboliva il diritto di prelazione degli ecclesiastici sui beni enfiteutici, quindi il 17 aprile del 1606 diede lettura in concistoro di un monitorio, un vero e proprio ultimatum, con il quale minacciò di scomunicare il Senato Veneziano e di interdire tutto il territorio della Serenissima se i due prigionieri non fossero stati consegnati e le tre leggi abrogate.
Ma la Repubblica, che aveva già ricevuto altre scomuniche durante la sua storia, rispose ponendo sui portali della basilica di San Pietro a Roma il famoso «Protesto», un documento nel quale l'ultimatum papale veniva dichiarato nullo e privo di valore perché contrario alle Scritture, ai sacri canoni e ai Padri della Chiesa; inoltre si pregava Dio che ispirasse Papa Paolo a riconoscerne l'inutilità e il male operato contro la Repubblica.
Il «Protesto» fu diramato a tutte le autorità ecclesiastiche dello Stato veneziano. Con esso si decretava che, stante l'invalidità dell'interdetto, la vita religiosa dovesse proseguire normalmente.
Nel «Protesto» i teologi veneziani sostenevano che il potere spirituale e quello temporale (entrambi istituiti da Dio) dovevano esser considerati indipendenti: il primo era stato affidato agli apostoli e ai loro successori (di qui il potere papale), mentre il secondo era stato consegnato ai prìncipi, ai quali anche gli ecclesiastici dovevano obbedienza in quanto sudditi: ogni intromissione papale era perciò inammissibile.
Il Papa e i suoi teologi invece si rifacevano alle dottrine medievali sull'origine divina di ogni potere e sulla supremazia assoluta del potere spirituale su quello temporale, delegabile ma quindi anche revocabile dal Papa; inoltre consideravano ingiusta e illecita ogni ingerenza del potere politico negli affari ecclesiastici. Il giudizio sugli atti del Papa spettava solamente a Dio.
Tutti i cittadini della Repubblica continuarono ad andare regolarmente a Messa, visto che fu dato l'ordine al clero veneziano di non fare menzione della scomunica. Tutto il clero si schierò con il Senato e il governo della città, a eccezione dei Gesuiti, dei Teatini e dei Cappuccini, con il risultato che i primi furono espulsi a forza dal Senato in quanto volevano obbedire alle disposizioni del Papa, pur restando nei territori di Venezia (si dovette anche metterli sotto scorta armata per difenderli dalla violenza del popolo), i secondi e i terzi se ne andarono di loro spontanea scelta. Le messe continuarono a venire celebrate, e la festa del Corpus Domini venne svolta con pompa e magnificenza.
Nel giro di un anno (marzo 1607) il disaccordo venne mediato da Francia e Spagna poiché si stava rischiando di precipitare in una guerra europea, con Francia, Inghilterra e Turchi che si sarebbero schierati con la Serenissima in caso di un attacco spagnolo e austriaco contro i possedimenti veneziani nel mare Adriatico, che era di certo ben visto dal Papa.
Il primo a muoversi fu Filippo III di Spagna, che inviò a Venezia un ambasciatore straordinario. Il Doge in persona si dimostrò favorevole alla sua mediazione, ma una parte del Senato fece blocco e la sua missione fallì. Quindi si fece avanti Enrico IV di Francia, che attraverso il cardinale di Joyeuse negoziò un compromesso, al quale la Spagna non si oppose.
Il 21 aprile 1607 la Serenissima consegnò i due prigionieri all'ambasciatore di Francia (con esplicita dichiarazione che lo si faceva per un atto di riguardo verso Enrico IV e senza alcun pregiudizio del diritto della Repubblica di giudicare anche gli ecclesiastici), il quale li rimise al cardinale de Joyeuse che, a sua volta, li consegnò alle autorità pontificie. Successivamente si presentò in Collegio (magistratura Veneziana) e comunicò che l'interdetto era stato revocato e tutte le censure ecclesiastiche erano state annullate; il doge, a sua volta, comunicò la revoca del Protesto, ma non abrogò le tre leggi contestate, che furono solo sospese temporaneamente.
La Repubblica quindi riammise i Teatini e i Cappuccini, ma non i Gesuiti, comminando anzi pene severe a chi avesse fatto educare i figli da essi fuori dello Stato. Rifiutò inoltre di assegnare la pingue abbazia della Vangadizza, nel Polesine, al cardinale e nipote del Papa Scipione Borghese, e condannò a morte un ecclesiastico patrizio, Marcantonio Corner, abate di Vangadizza, colpevole del ratto a mano armata della moglie di un mercante.

#### Gran Bretagna
La comunità cattolica in Inghilterra era in netto declino, accerchiata com'era dai protestanti. Nel 1603 era asceso al trono di Inghilterra e Scozia il figlio della cattolica Maria Stuarda, Giacomo I Stuart. Nel novembre 1605 fallì una congiura (Congiura delle polveri), messa in atto all'interno di ambienti cattolici, volta ad assassinare il monarca e tutti i membri del Parlamento. La Santa Sede avvertì il pericolo di una dura repressione da parte del re. Il 9 luglio 1606 Paolo V, facendo riferimento a quanto accaduto nel novembre precedente, inviò una lettera al re inglese, pregandolo, con l'occasione, di non far soffrire i cattolici innocenti per il crimine di pochi. Paolo V promise inoltre di esortare i cattolici del reame a sottomettersi al sovrano in tutte le questioni che non si opponessero all'onore di Dio.
Ma la reazione del monarca deluse le aspettative del pontefice. Re Giacomo I, infatti, impose a tutti i sudditi un giuramento di fedeltà alla Corona (22 giugno 1606). La comunità cattolica si divise. Paolo V condannò la formula del giuramento (22 settembre 1606) proibendo ai cattolici di sottoscriverlo e depose l'arciprete George Blackwell, capo della Chiesa cattolica d'Inghilterra, che lo aveva giustificato. Per rappresaglia Giacomo requisì ai cattolici i due terzi delle loro rendite, li privò della gestione dei beni dei loro figli minorenni, li espulse dalle professioni di avvocato e di medico, diventando così il massimo sostenitore del protestantesimo. Nel 1611 il re inglese approvò la traduzione della Bibbia in lingua inglese (il testo è ancora oggi la versione di riferimento per gli anglicani). Con la «Bibbia di re Giacomo» la Chiesa anglicana abbandonò definitivamente il latino.
Il pontefice incaricò il massimo teologo cattolico dell'epoca, lo spagnolo Francisco Suárez (da lui definito “dottore esimio”) di scrivere un'opera per confutare due scritti del re d'Inghilterra. Nel 1613, Suarez pubblicò Defensio Fidei. Il libro, però, non poté essere letto a Londra in quanto fu bruciato dal comando reale.

### Protezione della Chiesa cattolica in Persia

#### Missioni orientali
Continuando l'opera del predecessore Clemente VIII, Paolo V cercò buone relazioni diplomatiche con la dinastia Safavide al potere in Persia. Affidò al cardinale Scipione Caffarelli-Borghese la cura delle missioni cattoliche nel Paese asiatico.
Nel 1603 il suo predecessore Clemente VIII aveva salutato la partenza per la Persia di cinque missionari dell'Ordine carmelitano. Scopo della missione era incontrare lo scià 'Abbas I e stringere un'alleanza in funzione anti-ottomana. La delegazione, composta da due italiani e tre spagnoli, era guidata da Paolo Simone di Gesù Maria. Sopravvissero al lungo viaggio in tre, tra cui Paolo Simone, che giunsero nella capitale persiana Esfahan il 2 dicembre 1607. Il 20 luglio 1605 Paolo V aveva confermato la bolla di Clemente VIII, rinnovando il pieno mandato diplomatico alla missione. Nel gennaio 1608 la delegazione fu ricevuta da 'Abbas I, al quale fu consegnata una lettera di Paolo V. Il papa offriva l'apporto una grande armata cristiana per l'offensiva sul mare ed era disponibile a mettere al suo servizio 4000 soldati scelti. Ottenuto l'assenso dello scià, a fine marzo i tre carmelitani partirono dalla Persia. Scelsero di ritornare in Italia via mare ed impiegarono solamente quattro mesi. Tornati a Roma il 25 luglio, furono ricevuti dal pontefice in settembre, confermandogli l'intenzione di 'Abbas I di partecipare alla Lega anti-ottomana. Il pontefice continuò a cercare alleati in Italia (i duchi di Toscana e Savoia) e all'estero. Ma nell'aprile 1609 la guerra contro i Turchi fu ufficialmente rinviata; il progetto non fu più ripreso dal pontefice.
Con la bolla Apostolicae servitutis onere (31 luglio 1610) il pontefice autorizzò l'insegnamento dell'ebraico, del greco, dell'arabo, del caldeo e del persiano presso alcuni conventi romani di diversi ordini religiosi. In questo modo il pontefice invitava gli ordini religiosi all'attività missionaria nelle regioni in cui queste lingue erano maggioritarie.
Nel 1615 il pontefice concesse l'autorizzazione alla traduzione in cinese letterario della Bibbia. Nello stesso anno Paolo V ricevette in udienza Hasekura Tsunenaga. Partito dal Giappone nel 1613, dopo una tappa in Messico arrivò in Italia nell'autunno 1615. Consegnò al pontefice una formale richiesta di un trattato commerciale tra Giappone e Messico, oltre che l'invio di missionari cristiani in Giappone. Tsunenaga fu il primo cittadino giapponese ad essere ricevuto in Vaticano.
Nel 1621 fu aperta la scuola di arabo presso il convento romano dei Francescani Osservanti da fra Tommaso Obicini, già rappresentante di Paolo V presso la Chiesa d'Oriente. Fu il primo centro italiano di arabistica.

#### Africa
Nel 1604 il re del Congo Alvaro II inviò un suo emissario, Antonio Emanuele Funta, alla volta di Roma affinché ottenesse dal pontefice l'invio di una missione nel suo Paese. Durante il viaggio, la nave fu attaccata dai pirati. Il Funta si mise in salvo e riuscì a raggiungere la penisola iberica. Rimase tre anni in Spagna in stato di completa povertà. Nel frattempo le sue condizioni di salute si aggravarono.
Funta varcò le Alpi in precarie condizioni di salute. Il 3 gennaio del 1608 poté finalmente arrivare a Roma. Paolo V organizzò grandi festeggiamenti in suo onore, annunciando persino un giorno di festa. Ma Funta si aggravò e morì il giorno prima dei festeggiamenti.

### Provvedimenti verso gli ebrei
Nel 1616 Paolo V emanò una bolla nella quale denunciava il fatto che «alcuni cristiani, rinnegando la carità e la mitezza cristiana, vessano gli ebrei e li derubano dei loro beni e della loro esistenza» e non «si astengono neppure dal colpirli con violenze, delitti, uccisioni e atti sciagurati indegni del popolo cristiano»

### Governo di Roma
Nel 1605 si verificò il fallimento di numerose banche private romane. Per garantire i depositanti Paolo V pensò di fondare una banca pubblica.
Nacque così il Banco di Santo Spirito (breve del 13 dicembre 1605), il cui capitale era garantito dalle proprietà dell'ospedale di Santo Spirito in Sassia.

### Opere realizzate a Roma

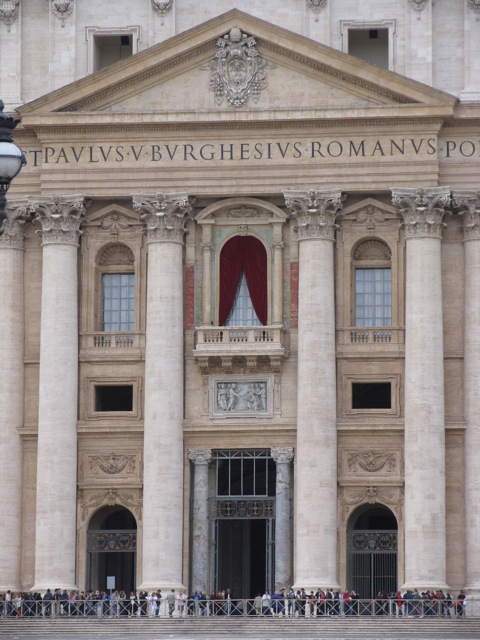
Timpano della facciata della basilica di san Pietro, con l'apposizione del nome di Paolo V

A Paolo V si devono numerose opere realizzate a Roma. Risalgono al suo pontificato la fontana del Belvedere, come pure l'accesso maggiore ai palazzi vaticani (il "portone di bronzo"). Ma l'opera più insigne di papa Borghese è la nuova facciata della basilica di San Pietro. Il pontefice affidò a Carlo Maderno la radicale modifica del progetto michelangiolesco della basilica, modificandone la pianta. Al termine dei lavori il pontefice fece iscrivere nel timpano, al centro del nuovo amplissimo frontone, l'epigrafe «PAVLVS V BVRGHESIVS» (il testo completo dell'iscrizione recita «IN HONOREM PRINCIPIS APOST(olorum) PAVLVS V BVRGHESIVS ROMANVS PONT(ifex) MAX(imus) AN(no) MDCXII PONT(ificati) VII»).
Affidò inoltre a Flaminio Ponzio l'ampliamento del Palazzo del Quirinale e la ristrutturazione della piazza antistante, facendo del colle Quirinale, con il palazzo che il cardinal nipote Scipione Borghese si fece costruire nello stesso periodo (oggi Palazzo Pallavicini Rospigliosi), una sorta di belvedere su Roma.
Nella Basilica di Santa Maria Maggiore fece costruire la Cappella della Madonna, detta anche Borghese o Paolina.

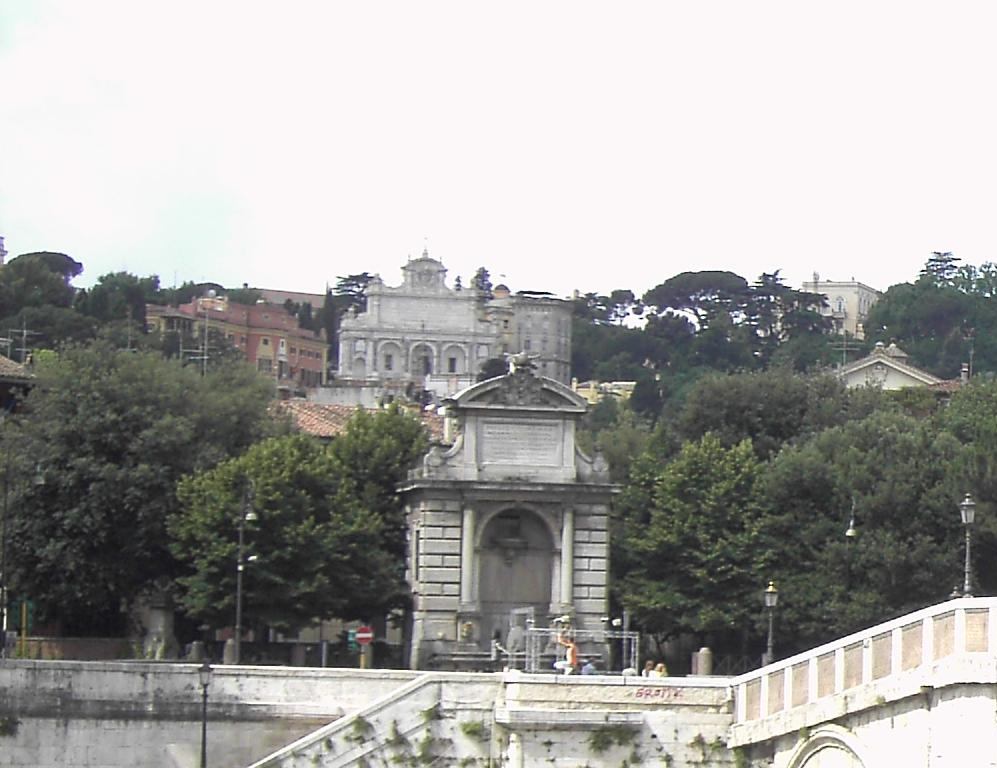
Le fontane dell'acqua Paola oggi

Durante il suo pontificato fu restaurato l'acquedotto Traiano. Nel 1612 Paolo V ripristinò in parte l'Aqua Alsietina per la costruzione dell'Acqua Paola. L'opera servì per l'approvvigionamento delle case poste sul colle Gianicolo e del rione Trastevere, alla sua base. Alla sommità del colle fece edificare una fontana monumentale, la Fontana dell'Acqua Paola. Per prelevare i materiali necessari alla costruzione della fontana diede ordine di smantellare il tempio di Minerva nel foro di Nerva. Un'altra fontana monumentale, detta “dei Cento Preti“, fu originariamente eretta all'inizio di via Giulia presso ponte Sisto, dall'altra parte del Tevere.
Anche l'inizio della costruzione della splendida Villa Borghese di Roma, che ebbe come committente il nipote Scipione Borghese, risale al suo pontificato.

### Patrono di arti e scienze

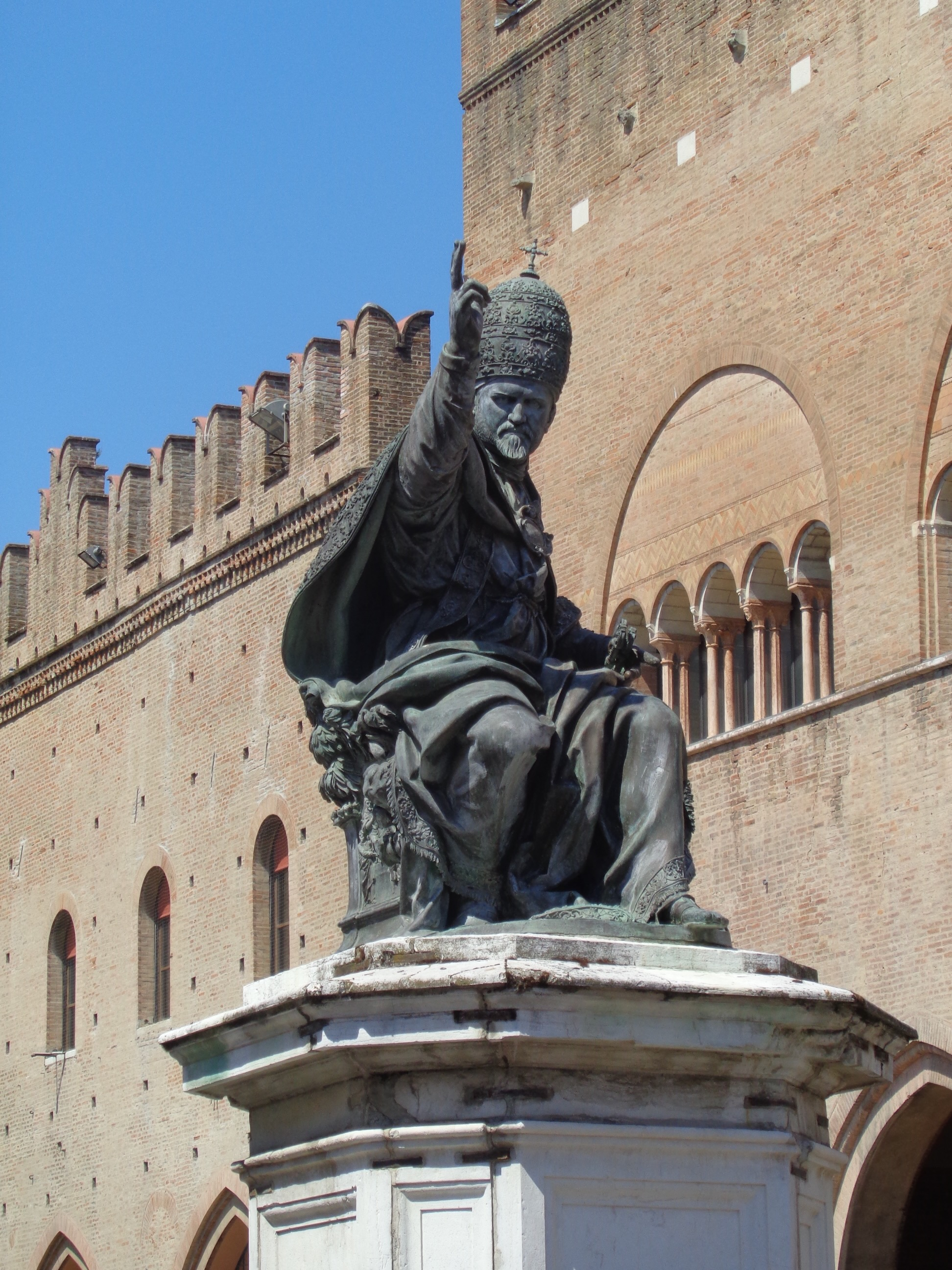
Statua di Paolo V in Piazza Cavour a Rimini

Paolo V incoraggiò sempre i pittori Guido Reni e Giovanni Baglione, e dichiarò la sua profonda ammirazione anche per le opere di Caravaggio. Fu proprio Michelangelo Merisi a realizzare il suo ritratto più celebre (Ritratto di papa Paolo V). Un suo ritratto fu eseguito anche dal Padovanino (Alessandro Varotari). Il Bernini scolpì un suo busto. Infine, a Rimini al centro di Piazza Cavour è collocata la statua in bronzo del pontefice. La fuse nel 1613 lo scultore Sebastiano Sebastiani, su modello di Nicolò Cordier.
Il pontefice fece riordinare i fondi archivistici della Biblioteca apostolica vaticana (cioè le fonti giuridiche dell'attività della Curia romana), costituendo il primo nucleo dell'Archivio segreto vaticano. Inoltre fece realizzare e allestire due nuove sale del Palazzo Vaticano, dette oggi “Sale Paoline” (1610-1611). In esse furono conservati i papiri greci della Biblioteca Vaticana.
Il 7 luglio 1608 approvò con un breve la fondazione a Milano della Biblioteca Ambrosiana da parte di Federico Borromeo, avvenuta l'anno prima.
Nominò frate Mario da Calascio, dotto ebraista, “maestro generale della lingua santa”, incaricandolo dell'insegnamento dell'ebraico a Roma.
Emise provvedimenti riguardanti l'Università di Lovanio (Brabante), il Collegio irlandese nelle sedi di Bordeaux, Anversa e Douai (nelle Fiandre). Un Breve del 9 settembre 1619 consentì di dare ai pescatori il permesso di pescare anche in sei domeniche per il mantenimento del collegio irlandese di Siviglia.
Paolo V si incontrò con Galileo Galilei nel 1616, dopo che il Cardinale Bellarmino aveva, su suo ordine, avvertito Galileo di non sostenere o difendere le idee eliocentriste di Copernico fino all'avvenuta dimostrazione certa e di poter esporla come ipotesi matematica. Che ci fosse stato o meno anche un ordine di non insegnare tali idee, è tuttora oggetto di discussione.

## Morte e sepoltura

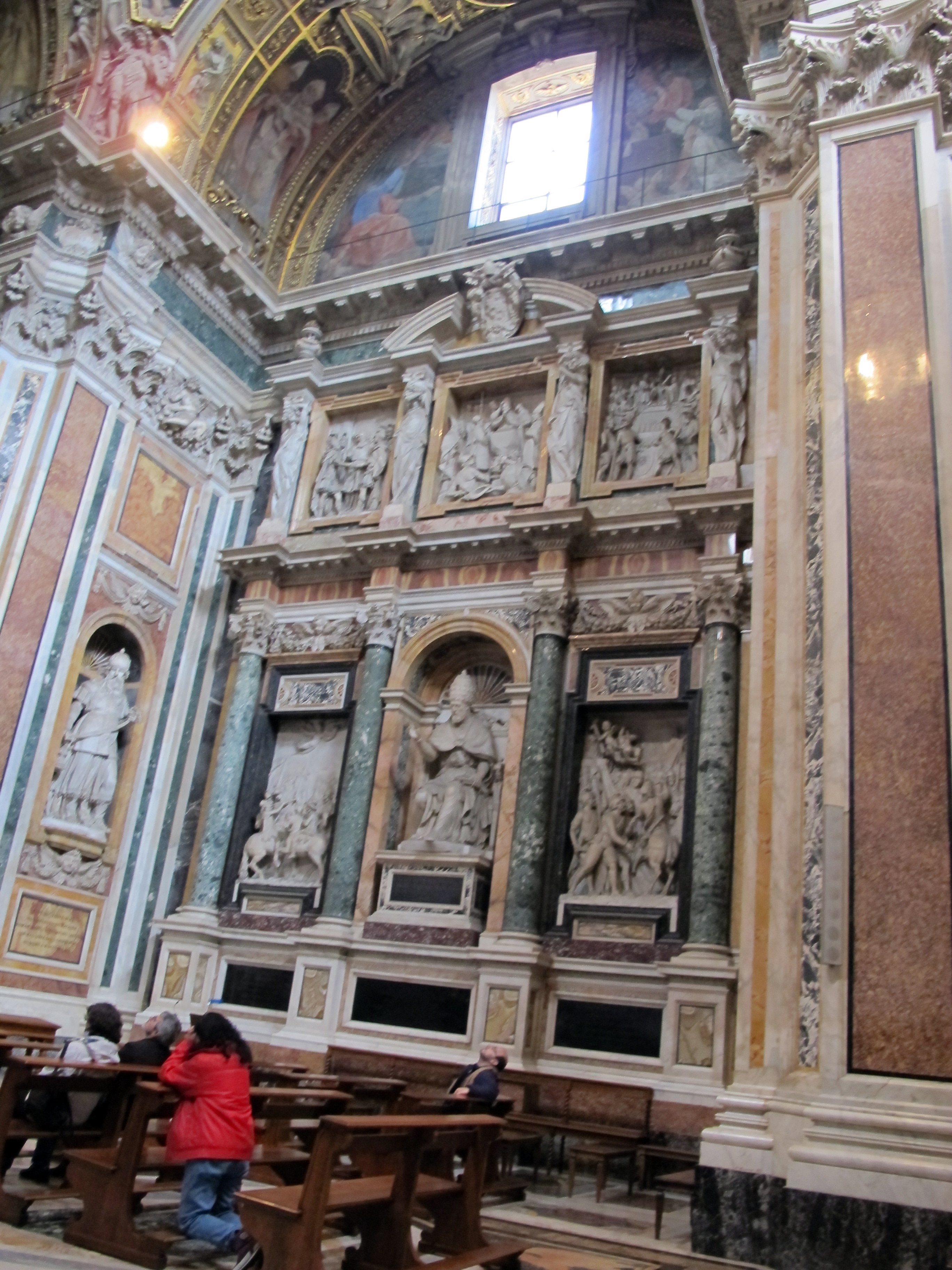
Tomba di papa Paolo V nella basilica di Santa Maria Maggiore

Paolo V morì il 28 gennaio 1621 nel Palazzo del Quirinale.

Fu sepolto nella cappella Paolina della Basilica di Santa Maria Maggiore di Roma.

## Diocesi erette da Paolo V

### Nuove diocesi
- 4 e 5 luglio 1605:
  - Diocesi di La Paz e Diocesi di Santa Cruz de la Sierra (in Bolivia; il territorio di entrambe fu ricavato dalla diocesi di La Plata);
- 9 gennaio 1606:
  - diocesi di São Tomé di Meliapore (in India; il territorio fu ricavato dalla diocesi di Cochin);
- 20 luglio 1609: 
  - Diocesi di Ayacucho (in Perù; il territorio fu ricavato dalla diocesi di Cusco);
- 12 gennaio 1612:
  - Amministrazione apostolica del Mozambico (l'amministrazione apostolica era suffraganea dell'arcidiocesi di Goa in India);
- 6 aprile 1620:
  - Diocesi di Buenos Aires (il territorio fu ricavato dalla diocesi del Paraguay);
- 28 settembre 1620:
  - Diocesi di Durango (in Messico; il territorio fu ricavato dalla diocesi di Guadalajara).

### Elevazioni al rango di arcidiocesi
- 20 luglio 1609:
  - Diocesi di La Plata: elevata al rango di arcidiocesi metropolitana;
- 15 luglio 1614: (bolla Fasti novi orbis):
  - Diocesi di San Salvador di Bahia: elevata al rango di arcidiocesi metropolitana.

## Concistori per la creazione di nuovi cardinali
Papa Paolo V durante il suo pontificato ha creato 60 cardinali nel corso di 10 distinti concistori.
Papa Borghese creò prevalentemente cardinali di nazionalità italiana, mentre furono pochi i cardinali appartenenti ad altre nazionalità: vennero creati sei cardinali spagnoli, cinque francesi, due tedeschi e un ungherese. Due dei porporati creati da Paolo V diventarono pontefici: papa Gregorio XV, suo diretto successore, e papa Urbano VIII.

## Beatificazioni e canonizzazioni del pontificato
Paolo V proclamò beati 12 servi di Dio nel corso di 11 distinte cerimonie, tra cui Ignazio di Loyola, Filippo Neri, Teresa d'Avila, e Francesco Saverio, e celebrò due canonizzazioni, quella di Francesca Romana (29 maggio 1608) e quella di Carlo Borromeo (1º novembre 1610); inoltre concesse un indulto per la celebrazione della messa e dell'ufficio di un altro servo di Dio.

## Genealogia episcopale e successione apostolica
La genealogia episcopale è:
- Cardinale Guillaume d'Estouteville, O.S.B.Clun.
- Papa Sisto IV
- Papa Giulio II
- Cardinale Raffaele Riario
- Papa Leone X
- Papa Paolo III
- Cardinale Francesco Pisani
- Cardinale Alfonso Gesualdo
- Papa Clemente VIII
- Papa Paolo V

La successione apostolica è:
- Vescovo Valeriano Muti (1599)
- Vescovo Marco Agrippa Dandini (1599)
- Vescovo Sebastiano Ghislieri (1601)
- Arcivescovo Peter Lombard (1601)
- Arcivescovo Alessandro Petrucci (1602)
- Vescovo Fausto Malari (1602)
- Vescovo Simone Lunadoro (1602)
- Vescovo Giovanni Giovenale Ancina, C.O. (1602)
- Vescovo Fabrizio Campani (1603)
- Vescovo Pirro Imperoli (1604)
- Vescovo Taddeo Sarti (1604)
- Vescovo Giuseppe Saladino (1604)
- Patriarca Alessandro di Sangro (1604)
- Cardinale Ascanio Colonna (1606)
- Cardinale Marcello Lante (1607)
- Cardinale Pompeo Arrigoni (1607)
- Cardinale Anselmo Marzato, O.F.M.Cap. (1607)
- Cardinale Giovanni Doria (1608)
- Cardinale Francesco Vendramin (1608)
- Cardinale Lanfranco Margotti (1609)
- Cardinale Scipione Caffarelli-Borghese (1610)
- Cardinale Felice Centini, O.F.M.Conv. (1611)
- Cardinale Gregorio Petrocchini, O.S.A. (1611)
- Cardinale Benedetto Giustiniani (1612)
- Cardinale Agostino Galamini, O.P. (1613)
- Cardinale Francesco Maria Bourbon del Monte Santa Maria (1615)
- Cardinale Ferdinando Taverna (1615)
- Cardinale Francesco Sforza (1618)
- Cardinale Alessandro Damasceni Peretti (1620)

## Albero genealogico
|                                           |                 |                             | Genitori |  |  | Nonni |  |  | Bisnonni                  |  |  | Trisnonni                                        |  |
|                                           |                 |                             |          |  |  |       |  |  | Borghese Borghese, nobile |  |  | Agostino Borghese, conte del Sacro Romano Impero |  |
|                                           |                 |                             |          |  |  |       |  |  | Borghese Borghese, nobile |  |  | Agostino Borghese, conte del Sacro Romano Impero |  |
|                                           |                 | …                           |          |  |  |       |  |  | Borghese Borghese, nobile |  |  |                                                  |  |
| Giacomo Borghese, patrizio di Siena       |                 |                             |          |  |  |       |  |  | Borghese Borghese, nobile |  |  |                                                  |  |
|                                           |                 | …                           | …        |  |  |       |  |  |                           |  |  |                                                  |  |
|                                           |                 | …                           | …        |  |  |       |  |  |                           |  |  |                                                  |  |
|                                           |                 | …                           | …        |  |  |       |  |  |                           |  |  |                                                  |  |
| Marcantonio I Borghese, patrizio di Siena |                 | …                           |          |  |  |       |  |  |                           |  |  |                                                  |  |
|                                           |                 | Alessandro Bendino Saracini | …        |  |  |       |  |  |                           |  |  |                                                  |  |
|                                           |                 | Alessandro Bendino Saracini | …        |  |  |       |  |  |                           |  |  |                                                  |  |
|                                           |                 | Alessandro Bendino Saracini | …        |  |  |       |  |  |                           |  |  |                                                  |  |
| Margherita Saracini                       |                 | Alessandro Bendino Saracini |          |  |  |       |  |  |                           |  |  |                                                  |  |
|                                           |                 | …                           | …        |  |  |       |  |  |                           |  |  |                                                  |  |
|                                           |                 | …                           | …        |  |  |       |  |  |                           |  |  |                                                  |  |
|                                           |                 | …                           | …        |  |  |       |  |  |                           |  |  |                                                  |  |
| Paolo V                                   |                 | …                           |          |  |  |       |  |  |                           |  |  |                                                  |  |
|                                           | Giulio Bargagli | …                           |          |  |  |       |  |  |                           |  |  |                                                  |  |
|                                           | Giulio Bargagli | …                           |          |  |  |       |  |  |                           |  |  |                                                  |  |
|                                           | Giulio Bargagli | …                           |          |  |  |       |  |  |                           |  |  |                                                  |  |
| Girolamo Bargagli                         | Giulio Bargagli |                             |          |  |  |       |  |  |                           |  |  |                                                  |  |
|                                           |                 | Ortensia Ugurgieri          | …        |  |  |       |  |  |                           |  |  |                                                  |  |
|                                           |                 | Ortensia Ugurgieri          | …        |  |  |       |  |  |                           |  |  |                                                  |  |
|                                           |                 | Ortensia Ugurgieri          | …        |  |  |       |  |  |                           |  |  |                                                  |  |
| Aurelia Bargagli                          |                 | Ortensia Ugurgieri          |          |  |  |       |  |  |                           |  |  |                                                  |  |
|                                           |                 | …                           | …        |  |  |       |  |  |                           |  |  |                                                  |  |
|                                           |                 | …                           | …        |  |  |       |  |  |                           |  |  |                                                  |  |
|                                           |                 | …                           | …        |  |  |       |  |  |                           |  |  |                                                  |  |
| …                                         |                 | …                           |          |  |  |       |  |  |                           |  |  |                                                  |  |
|                                           |                 | …                           | …        |  |  |       |  |  |                           |  |  |                                                  |  |
|                                           |                 | …                           | …        |  |  |       |  |  |                           |  |  |                                                  |  |
|                                           |                 | …                           | …        |  |  |       |  |  |                           |  |  |                                                  |  |
|                                           |                 | …                           |          |  |  |       |  |  |                           |  |  |                                                  |  |